# Myotonie congénitale
La myotonie congénitale, également connue sous son nom latin de « myotonia congenita » est une maladie musculaire de cause génétique se traduisant par un défaut de relâchement musculaire appelé myotonie. Cette affection touche tous les muscles y compris les muscles oculaires, faciaux et linguaux. La myotonie s'accompagne souvent d'hypertrophie musculaire. L'affection touche plus sévèrement les hommes que les femmes.
Il existe deux formes de myotonie, la forme à transmission dominante (ou maladie de Thomsen) qui débute le plus souvent au cours de l'enfance et la forme à transmission récessive (ou maladie de Becker) de survenue plus tardive.
La forme de Becker est plus sévère et s'accompagne d'une faiblesse musculaire transitoire à l'effort.
Cette maladie est due à une mutation du gène CLCN1 codant un canal ionique voltage-dépendant, le canal chlore ClC-1 qui intervient dans l'excitabilité membranaire des fibres musculaires. ClC-1 est le principal canal chlore présent dans les membranes du muscle humain.
Le traitement consiste en l'administration de Méxilétine : proche de la lidocaïne qui bloque les canaux Na+ ou de Phénytoine : bloque les canaux Na+ également, le but étant de supprimer la contracture. 